# محمد بوعزارة
محمد بوعزارة (ولد في 19 مارس 1949 بحي بلكور (بلويزداد حالياَ) بمدينة الجزائر) كاتب صحفي وسياسي جزائري.

## سيرة
عاش جزءً من حياة طفولته ببادية صحراء الأغواط بجنوب الجزائر حيث موطن أجداده.
وعندما بلغ الـ 12 من عمره عاد به والداه إلى مسقط رأسه بمدينة الجزائر قبيل استعادة الاستقلال (1962) بحوالي عام.
وفي هذه السن بدأ الدراسة بعدة مدارس حرة بالأحياء الشعبية الجزائرية الأمر الذي مكَّنه من النجاح في السنة الأولى عام 1964 من الانضمام إلى التعليم المتوسط الذي كان مدمجا في التعليم الثانوي حينذاك لمدة سبعة أعوام. وفي عام 1971 أصبح طالبا جامعيا في المدرسة العليا للصحافة حيث نال عام 1974 شهادة الليسانس في علوم الإعلام والصحافة بدرجة جيد. وكان قبل ذلك قد انظم لبرامج الأطفال في الإذاعة الجزائرية عام 1965، ثم أصبح عضوا في فرقة التمثيل للإذاعة الجزائرية، وهذا قبل أن يشارك في مسابقة الدخول كمذيع بالإذاعة في شهر أغسطس 1971، أي قبل دخوله الجامعة.
كما درس فن الإلقاء والتمثيل بكونسرفاتوار مدينة الجزائر ونال دبلوم في هذا التخصص إلى أن أصبح صحفيا بالإذاعة الجزائرية عام 1973، وتدرج في عدة مسؤوليات صحفية إلى أن أصبح رئيسا للتحرير ونائب مدير بالإذاعة عام 1982 وهو نفس العام الذي ترأس فيه بقصر المؤتمرات بنادي الصنوبر بالجزائر أشغال المؤتمر الثالث لاتحاد الصحفيين الجزائريين، وانتخب في هذا المؤتمر ليصبح عضو أمانة الاتحاد مكلفا بالإعلام والثقافة. في عام 1986 تم تعيينه مديرا جهويا لمحطة التلفزيون الجزائري بولاية ورقلة جنوب الجزائر.
كما مارس السياسة منذ فترة السبعينيات، فإلى جانب كونه يعتبر مناضلا نشطا وعضوا في اللجنة المركزية لحزب جبهة التحرير الوطني، فقد خاض غمار الانتخابات التشريعية وفاز مرتين نائبا عن ولاية الأغواط. كما انتخب في نهاية العهدة السادسة للمجلس الشعبي الوطني 2007 - 2012 نائبا لرئيس المجلس.
عين في 2003 مكلفا بالدراسات والتخليص بدرجة مستشار لدى رئاسة الحكومة إلى غاية انتخابه نائبا في المجلس الشعبي الوطني عام 2007.
-من بين أبنائه المذيعة الصحفية بقناة الجزيرة الفضائية  فيروز زياني.

## مؤلفاته
من مؤلفاته تأملات في الثقافة : كتابان:
- التجربة والحصاد.
- لصوص التاريخ.

تأملات في السياسة 
- يسقط الإرهاب..تحيا المقاومة.
- السيادة الناقصة.
- الرجل الذي رفض الوزارة.
- من الخيمة إلى البرلمان!!
- أخرجوا منها انتم.
- من أجلكم.
- التعفن السياسي ولعنة الكرسي.
- اغتيال عقول..اغتيال اوطان.
- في الثقافة..بعيدا عن أوجاع الربيع الزائف.
- فن العبث بالتاريخ

## عائلة
و كان الكاتب محمد بوعزارة قد أصدر عام 2013 سيرته الذاتية تحت عنوان : مسيرة حياة : من الخيمة إلى البرلمان.